# Museu del Batha
El Museu del Batha és un museu etnogràfic de Fes, al Marroc, instal·lat en un antic palau reial del segle xix amb el mateix nom, situat  a la medina de la ciutat.
El Palau del Batha o Dar Batha fou construït per a ser una residència d'estiu i d'audiències del soldà Hassan I (r. 1873–1894), a la fi del segle xix. L'edifici, d'estil andalusí, fou completat pel successor de Hassan, Abd al-Aziz ben al-Hasan (r. 1894–1908). Les proporcions del palau, les arcades, les galeries i jardins, són d'una gran bellesa.
El palau va ser transformat en museu el 1915, durant els primers anys del Protectorat colonial Francès sobre el Marroc, amb el nom de "Museu d'Arts i Tradicions Populars" per iniciativa del govern estranger.
L'exposició permanent del museu el 2015, titulada "Arts i tradicions de viure a Fes i a les seues regions", tingué com a objectiu presentar un conjunt de factors històrics i socioculturals que marcaren la ciutat de Fes i la seua àrea al llarg de la història. S'hi exposen peces representatives d'oficis tradicionals i de les tradicions seculars, tant en espais públics com en espais privats, urbans i rurals, i s'hi mostren objectes, com ara fusta esculpida, zellige (rajola marroquina), ferro forjat, estuc esculpit, ceràmica de vidrat blau cobalt (conegut com a "blau de Fes"), brodats, monedes, tapissos, joies, astrolabis, etc.